# Scythia Minor

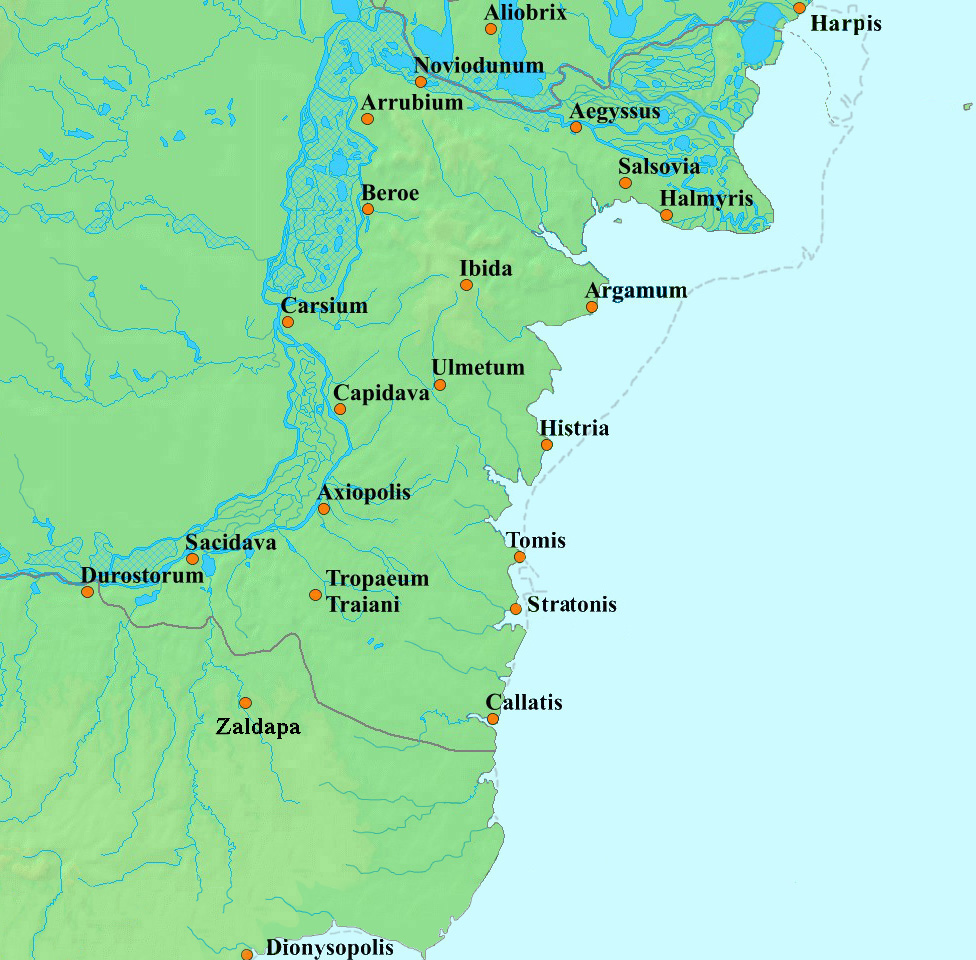
Größere antike Ortschaften in Scythia Minor

Scythia Minor, „Kleineres Skythien“ ( Μικρά Σκυθία 'Mikrá Skythía), bezeichnete in der Antike die Region, die westlich und nördlich durch die Donau und durch das Schwarze Meer im Osten eingerahmt wurde. Die Grenzen entsprechen etwa der heutigen Dobrudscha, die teilweise in Rumänien und Bulgarien liegt.
Die früheste Beschreibung der Region findet sich bei Herodot, der das Siedlungsgebiet der Skythen nördlich des Donaudeltas beginnen ließ. In einer römischen Inschrift aus dem 2. Jahrhundert v. Chr., einem Dekret aus Histria zu Ehren des Agathokles, wurde die Gegend bereits als Skythien bezeichnet; der erste Gebrauch des Namens „Scythia Minor“ (Mikrá Skythia) findet sich in Strabons Geographie.
Ab dem 7. Jahrhundert v. Chr. wurden mehrere griechische Kolonien entlang der Küste des Schwarzen Meeres gegründet. Die ersten schriftlichen griechischen Berichte teilten mit, dass das Gebiet ursprünglich von Thrakern bewohnt war, zuerst in Form von Geten, später von Dakern. In späteren Zeiten wurde die Region Opfer von keltischen und skythischen Invasionen. Für eine Zeit war sie Teil des Königreichs von Dakien. Danach wurde sie vom Römischen Reich erobert und ein Teil der römischen Provinz Moesia inferior (Niedermösien). Im Zuge der Reformen Diokletians wurde die Region von der Provinz Moesia (Mösien) abgetrennt und zur separaten Provinz „Scythia“ umgegliedert, die Teil der Diözese von Thrakien war. Nach der Reichsteilung von 395 wurde die Provinz dem Oströmischen Reich zugeschlagen. Sie behielt den Namen Scythia Minor, bis die Region dem Reich im 7. Jahrhundert im Zuge der Landnahme der Slawen auf dem Balkan verloren ging. Danach wurde der klassische Name vom slawischen Dobrudscha abgelöst.